# Fernando Tarrida del Mármol
Fernando Tarrida del Mármol (2. srpna 1861 – 14. března 1915), byl kubánský anarchistický spisovatel.

## Biografie
Narodil se v Havaně do bohaté rodiny katalánských emigrantů a byl synovcem generála Donata Mármola. Studoval inženýrství v Barceloně, Toulouse a v Madridu. Stal se profesorem a ředitelem Polytechnické školy v Barceloně. Zde také napsal články La Revista Blanca a El Productor ve spolupráci s Federicem Uralesem a Franciscem Ferrerem. Zformuloval pojem "anarchismus bez přívlastků". Dovolával se větší tolerance mezi různými anarchistickými frakcemi. Byl zatčen a uprchl nejdříve do Francie a poté do Anglie, kde se začlenil do Fabiánské společnosti. Zemřel v Londýně ve věku 54 let a je pohřben v anglickém Lewishamu.

## Dílo
- Les inquisiteurs d'Espagne (1897)
- Problemas transcendentales (1908)
- Anselmo Lorenzo. Estudio crítico-biográfic (1915)